# Jean Schlumberger (šperkař)
Jean Schlumberger (24. červen 1987 Mylhúzy – 29. srpen 1987 Paříž) byl francouzský šperkař, zlatník a designér šperku, který se proslavil svými návrhy pro firmu Tiffany & Co..

## Život a kariéra
Schlumberger pocházel z významné alsaské rodiny, jejíž rodokmen je doložen až do počátku 18. století. Narodil se v Mulhouse ve Francii jako do dobře situované rodiny Paula Alberta Edouarda Schlumbergera (1877-1952), podnikatele v textilní výrobě, Elisabeth Schoenové (1884-1942). Měl čtyři sourozence: Daniel (1904-1972), Pascal Alfred (1911-1986), Isabelle Françoise Elisabeth a Jacqueline. Od mládí stále kreslil, ale rodiče se ho snažili odradit tím, že mu odmítli platit školení.
Schlumberger začal svou výtvarnou kariéru až ve 30. letech 20. století navrhováním knoflíků pro Elsu Schiaparelli. Schiaparelliová ho později pověřila návrhy bižuterie pro svou firmu. Během druhé světové války Schlumberger narukoval do francouzské armády, bojoval na frontě a přežil bitvu u Dunkerk. Sloužil také v Anglii pod generálem Charlesem de Gaullem a na Středním východě u Svobodných francouzských sil. Setkal se také s Lucienem „Luc“ Bouchagem, fotografem, který se stal jeho životním partnerem.
Po válce Schlumberger odjel do New Yorku a začal navrhovat oděvy pro Chez Ninonovou. V roce 1946 si otevřel klenotnický ateliér a obchod se svým obchodním partnerem Nicolasem Bongardem (1908–2000). V roce 1954 začal také pracovat pro podnik Françoise Cotyho a od roku 1956 pro společnost Tiffany & Co..
Schlumberger byl uzavřený člověk, před společností dával přednost svým přátelům, jimiž byli Cristóbal Balenciaga, Emilio Terry, Diana Vreelandová a Hubert de Givenchy.
Zemřel v Paříži ve věku 80 let a podle svého přání byl pohřben na ostrově San Michele v Benátkách.

## Dílo

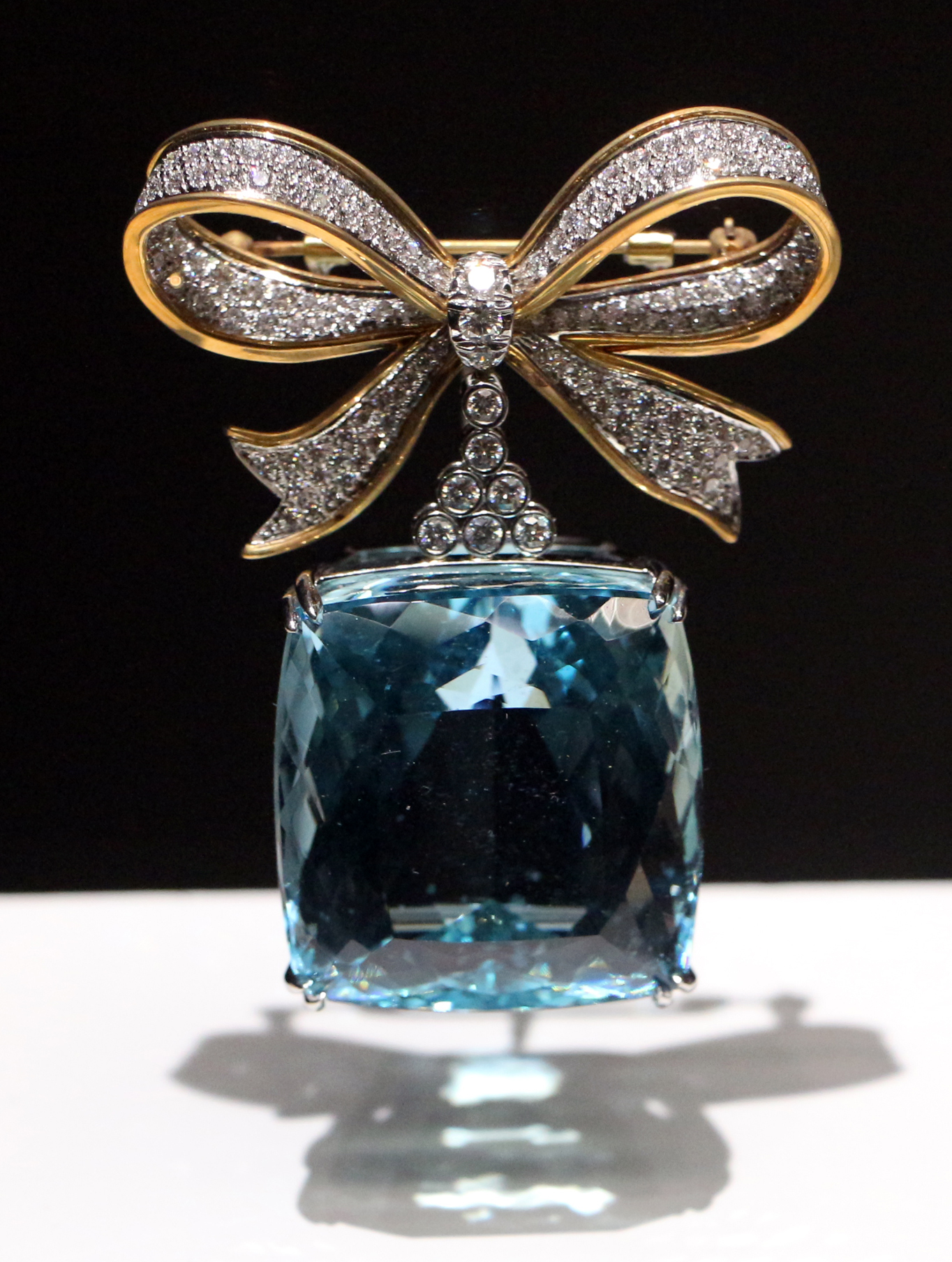
Brož s mašlí, akvamarín 148,5 karátu, diamanty, platina; Tiffany & Co.

V roce 1956 Schlumbergera pozval ke spolupráci Walter Hoving, prezident společnosti Tiffany & Co., Schlumberger pro firmu navrhoval šperky až do svého odchodu do důchodu na konci 70. let, měl tam svou vlastní dílnu a nakonec se stal viceprezidentem. Schlumbergerovy návrhy pro Tiffanyho byly známé inspirací v přírodních formách, často mořští živočichové, ptáci ve střetu s drahokamy. Nejznámějším šperkem, který je dosud v majetku společnosti, se stal "Ptáček na skále", nejen klenotnickým pojetím - jež patří k nejstarším příkladům tzv. fantasy jewellery, ale také pro využití raritně velkého žlutého diamantu o váze 128,54 karátu (tj. 25,708 g).

## Zákaznice
Poměrně rychle si vybudoval klientelu celého světa mezi bohatými dámami ze světa politiky, divadla, filmu i modelingu. K jeho zákaznicím patřily vévodkyně z Windsoru a vévodkyně z Kentu, Babe Paleyová, Greta Garbo, Mona von Bismarck, Rachel Lambert Mellonová, Jayne Wrightsmanová, C. Z. Host, Gloria Guinnessová, Françoise de Langlade, princezna Marina, Lyn Revsonová, Gloria Vanderbiltová, Elizabeth Taylorová a Audrey Hepburnová. John F. Kennedy daroval své manželce Jacqueline šperk "PLody" s rubíny a diamanty, který je ve stálé sbírce Prezidentské knihovny a muzea Johna F. Kennedyho. Jacqueline Kennedyová nosila několik Schlumbergerových náramků.
V množství Tiffanyho tvůrců byl Schlumberger jedním z pouhých čtyř klenotníků, kterým společnost Tiffany & Co. dovolila práci prezentovat jako jejich autorské dílo vlastním jménem: dalšími jsou Paloma Picasso, Elsa Peretti a Frank Gehry.